# Lípa (district de Zlín)
Pour les articles homonymes, voir Lípa.
Lípa (en allemand : Lippa, de 1939 à 1945 : Linde) est une commune du district et de la région de Zlín, en République tchèque. Sa population s'élevait à 861 habitants en 2020.

## Géographie
Lípa se trouve à 8 km à l'est-sud-est de Zlín, à 85 km à l'est de Brno et à 259 km au sud-est de Prague.
La commune est limitée par Zlín au nord, par Zádveřice-Raková à l'est, par Horní Lhota au sud et par Želechovice nad Dřevnicí à l'ouest.

## Histoire
La première mention écrite du village date de 1261.

## Transports
Par la route, Lhotsko se trouve à 8 km de Zlín, à 103 km de Brno et à 309 km de Prague.